# Flaga obwodu penzeńskiego
Flaga obwodu penzeńskiego zatwierdzona 13 listopada 2002 to prostokątny materiał w proporcjach (szerokość do długości) - 5:8. Składa się z dwóch pasów: wertykalnego koloru zielonego (trawiastego) i horyzontalnego koloru żółtego (złotego). Szerokość wertykalnego pasa do jego wysokości wynosi 1:4. W centrum flagi z niewielkim przesunięciem w górę znajduje się obraz Chrystusa. Stosunek Wysokości wstawki do szerokości flagi wynosi 2:3.
Zielony kolor symbolizuje przyrodę obwodu penzeńskiego, jej lasy, jak również płodność, życie wieczne i zdrowie.
Żółty kolor symbolizuje pola, bogactwo urodzajów oraz mądrość, wiedzę, światło, perspektywy.
Symboliczne przedstawienie Chrystusa symbolizuje duchowość, jedność, narodową odnowę.